# Hemorrhois nummifer
Hemorrhois nummifer là một loài rắn trong họ Rắn nước. Loài này được Reuss mô tả khoa học đầu tiên năm 1834.

## Hình ảnh

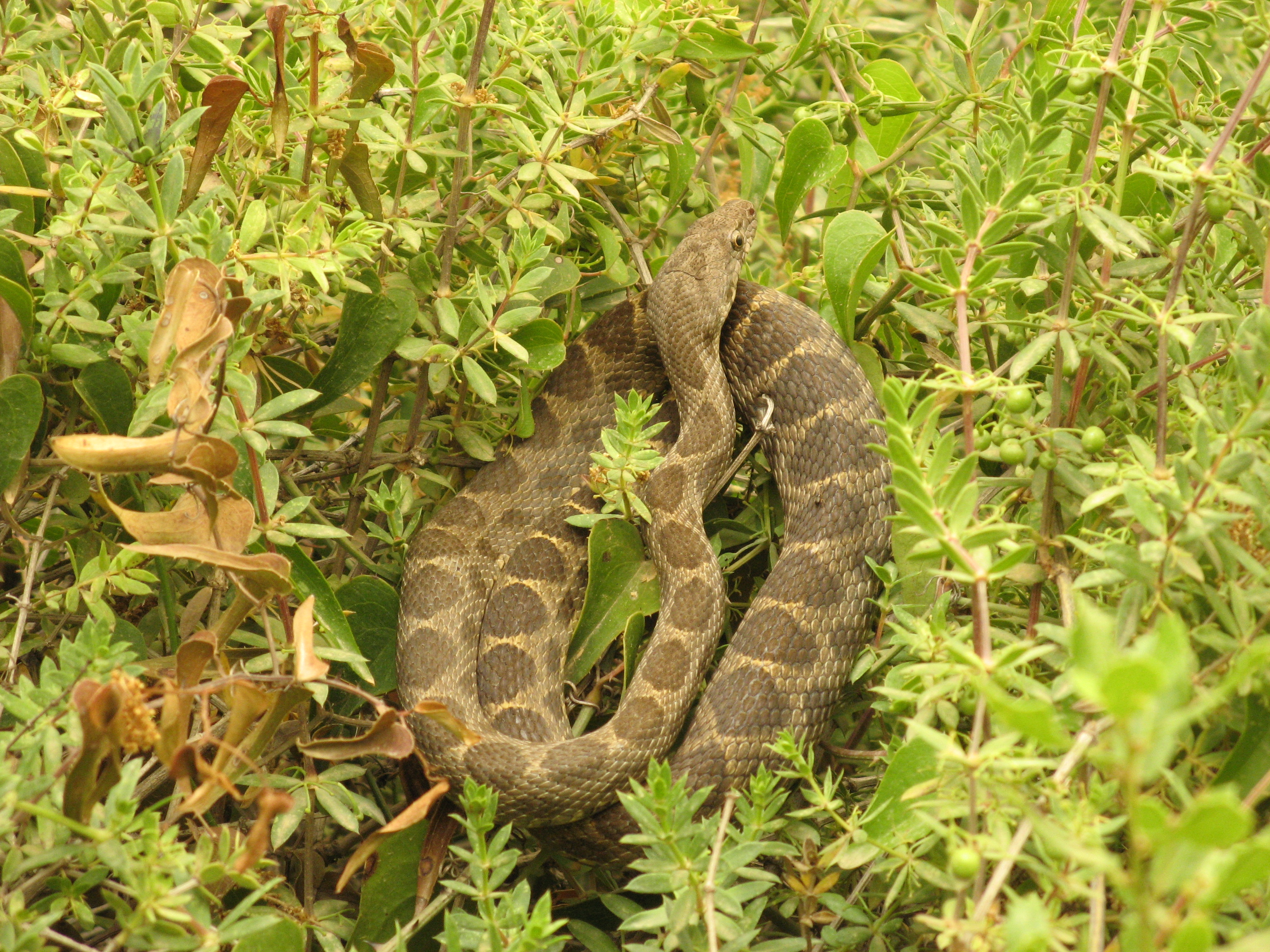